# William Messner-Loebs
William Messner-Loebs, parfois dit Bill Loebs (né le 19 février 1949 à Ferndale) est un auteur de bande dessinée américain actif depuis 1977. 

## Biographie
Il crée aussi bien des histoires de super-héros chez DC Comics que des séries à diffusion plus restreinte, tel Journey: The Adventures of Wolverine MacAlistaire (1983-1986), qui raconte la vie de colons dans le Michigan du XIXe siècle. Il a aussi aidé Sam Kieth à scénariser les premiers épisodes de The Maxx publié par Image Comics.

## Prix et récompenses
- 1987 : Prix Inkpot
- 2017 : Prix Bill-Finger